# Зырянов, Александр Петрович
Александр Петрович Зырянов (род. 1 октября 1928) — советский и российский художник; график, мастер линогравюры, народный художник Российской Федерации (2004); профессор Уральского филиала Российской Академии живописи, ваяния и зодчества (1995).

## Биография
Родился 1 октября 1928 года в селе Покровское Егоршинского района Уральской области.
В 1950 году окончил Свердловское художественное училище, продолжив образование, в 1956 году окончил Московский художественный институт им. В. И. Сурикова, отделение графики. Учился у Б. А. Дехтерёва, М. В. Маторина, М. С. Родионова. Дипломной работой Александра Зырянова было оформление книги «Бронепоезд 14-69» В. В. Иванова.
По окончании обучения Зырянов работал в Свердловске (ныне Екатеринбург), сотрудничал с книжным издательством, оформил книгу В. В. Маяковского «Что ни страница, — то слон, то львица».
С 1956 года художник живёт в Перми. Участник художественных выставок с 1957 года. В 1960 году стал членом Союза художников СССР. Стал мастером станковой линогравюры, известен и как специалист по книжной графике, плакату, экслибрису и рисунку. В 1962 году Пермским книжным издательством был выпущен альбом «Пермь в гравюрах А. Зырянова» с 20 линогравюрами художника. В 1966 году Зыряновым был сделан цикл гравюр, посвящённых 50-летию Октябрьской революции. В 1974—1987 годах им был создан альбом «Мотовилиха» из 86 гравюр, посвящённых бывшему заводскому посёлку и известному заводу. В 1973 году издательство «Советская Россия» выпустило книгу «Чудские древности Урала» с гравюрами А. Зырянова.
Художник стал участником всесоюзных, республиканских и международных выставок. В 1980-х годах он обратился к новой для него теме — балету, создав для Пермского театра оперы и балета серию гравюр, навеянных образами спектаклей этого театра. Совершил творческие поездки в Крым, Грузию, Францию и Италию.
Работы А. П. Зырянова находятся в коллекциях Государственной Третьяковской галереи, Музея изобразительных искусств Республики Карелия, Северо-Осетинского музея изобразительного искусства, Тамбовского художественного музея, Белгородского художественного музея, Оренбургского музея изобразительного искусства, Художественного музее Республики Бурятия, Иркутского художественного музея, Государственного музее музыкальной культуры (Москва) и других музеях России.

## Выставки
- Персональные прошли в Перми в 1961, 1967, 1978, 1989 годах.
- Региональные: «Урал социалистический» (Свердловск, 1964); выставки в Перми (1967), Челябинске (1969), Уфе (1974), Тюмени (1979), Свердловске (1985).
- Всесоюзные: К 40-летию Великого Октября (Москва, 1957); К 40-летию Красной Армии (Москва, 1958); «Советская Россия» (Москва, 1960, 1965, 1967, 1972, 1975, 1980, 1985); К 50-летию Октября (Москва, 1967); IV Всесоюзная выставка эстампа (Вильнюс, 1969); К 100-летию со дня рождения В. И. Ленина (Москва, 1970); «Урал. Сибирь. Дальний Восток» (Москва, 1971); «СССР — наша Родина» (Москва, 1972); «По Ленинскому пути: к 60-летию Октября» (Москва, 1977); К дням советского изобразительного искусства Грузии (Тбилиси, 1980); Выставка эстампа (Ленинград, 1989).
- Международные: Выставка произведений советских художников (ГДР, Польша, 1969); Интерграфика (Берлин, 1970); Выставка книгопечатания (Лейпциг, 1970); «Борющемуся Вьетнаму» (Вьетнам, 1972); Советская графика (Болгария, 1978); «Пермские художники. Любимая земля» (Ганновер, Германия, ЭКСПО 2000).

В 2018 году в Перми прошла выставка «Лирика большого города», посвящённая 90-летнему Александра Зырянова и приуроченная к 295-летию основания Перми.